# Município de Ludlow (condado de Washington, Ohio)
O município de Ludlow (em inglês: Ludlow Township) é um município localizado no condado de Washington no estado estadounidense de Ohio. No ano de 2010 tinha uma população de 328 habitantes e uma densidade populacional de 5,63 pessoas por km².

## Geografia
O município de Ludlow encontra-se localizado nas coordenadas 39° 32′ 34″ N, 81° 12′ 02″ O. Segundo a Departamento do Censo dos Estados Unidos, o município tem uma superfície total de 58.21 km², da qual 57,71 km² correspondem a terra firme e (0,86 %) 0,5 km² é água.

## Demografia
Segundo o censo de 2010, tinha 328 pessoas residindo no município de Ludlow. A densidade populacional era de 5,63 hab./km². Dos 328 habitantes, o município de Ludlow estava composto pelo 99,7 % brancos e o 0,3 % eram de uma mistura de raças. Do total da população o 0 % eram hispanos ou latinos de qualquer raça.